# Trampeltier
Das Trampeltier, auch als Zweihöckriges oder Baktrisches Kamel bezeichnet (Camelus ferus), ist eine Säugetierart aus der Familie der Kamele (Camelidae). Als domestiziertes Last- und Nutztier ist es besonders in Asien weit verbreitet, die freilebenden Bestände hingegen sind hochgradig gefährdet.

## Merkmale

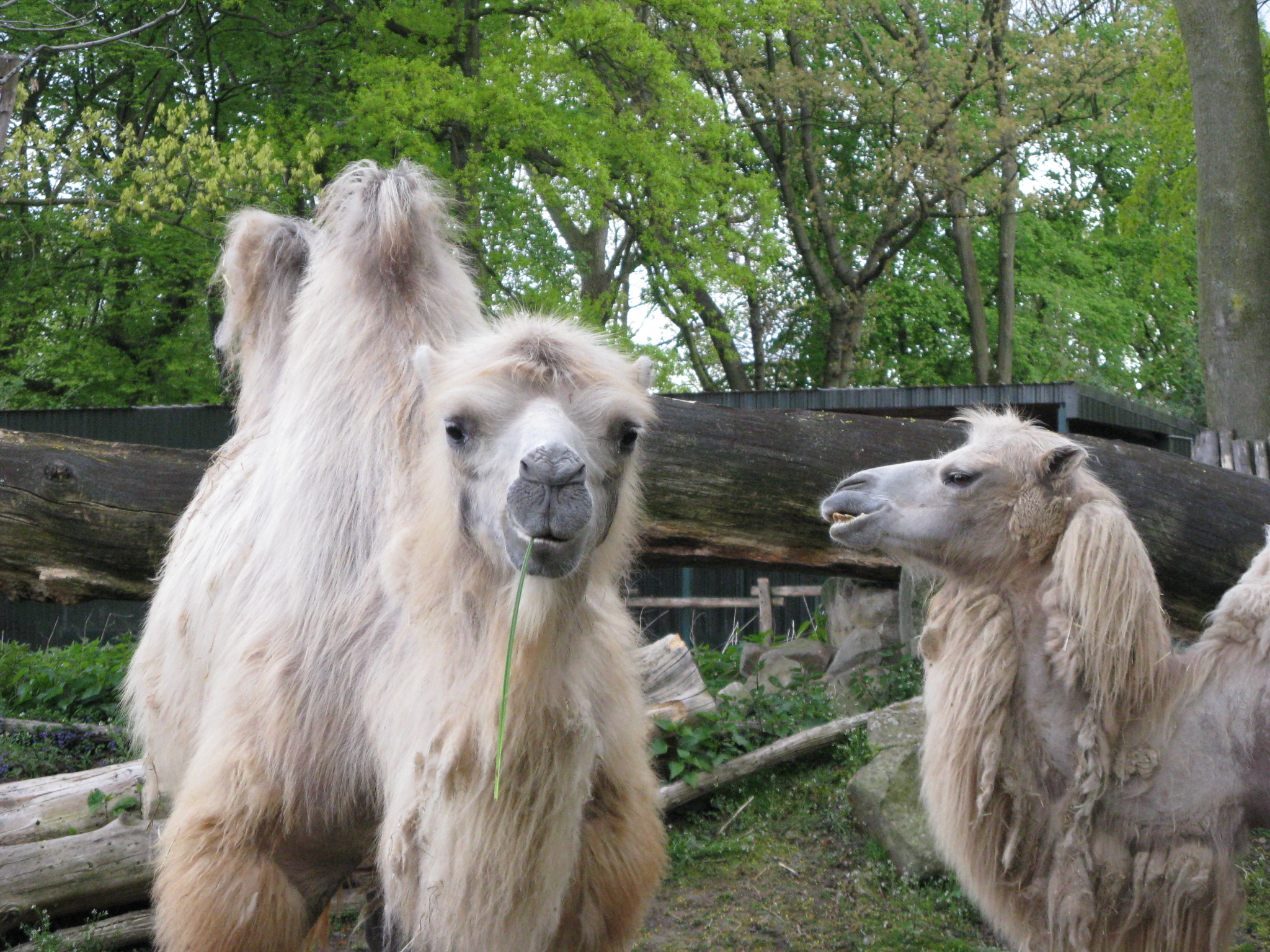
Trampeltiere in der Zoom Erlebniswelt Gelsenkirchen

Trampeltiere sind anhand ihrer zwei Höcker vom Dromedar, dem einhöckrigen Kamel, zu unterscheiden. Sie erreichen eine Kopf-Rumpf-Länge von bis zu 3 Metern, eine Schulterhöhe von 180 bis 230 Zentimetern und ein Gewicht von durchschnittlich 450 bis 500 Kilogramm. Der Schwanz ist mit 35 bis 55 Zentimetern relativ kurz. Ihre Fellfärbung variiert von sandgrau bis dunkelbraun, am längsten sind die Haare am Nacken und an der Kehle. Während des Winters haben sie ein ausgesprochen dickes, langes Fell, das bei Ansteigen der Temperaturen so schnell abgestoßen wird, dass die Tiere oft einen „zerlumpten“ Eindruck machen. Die freilebenden Tiere unterscheiden sich von den domestizierten unter anderem darin, dass ihr Fell heller (meist sandfarben) und dünner ist und ihr Körperbau schlanker und die Höcker spitzer sind.

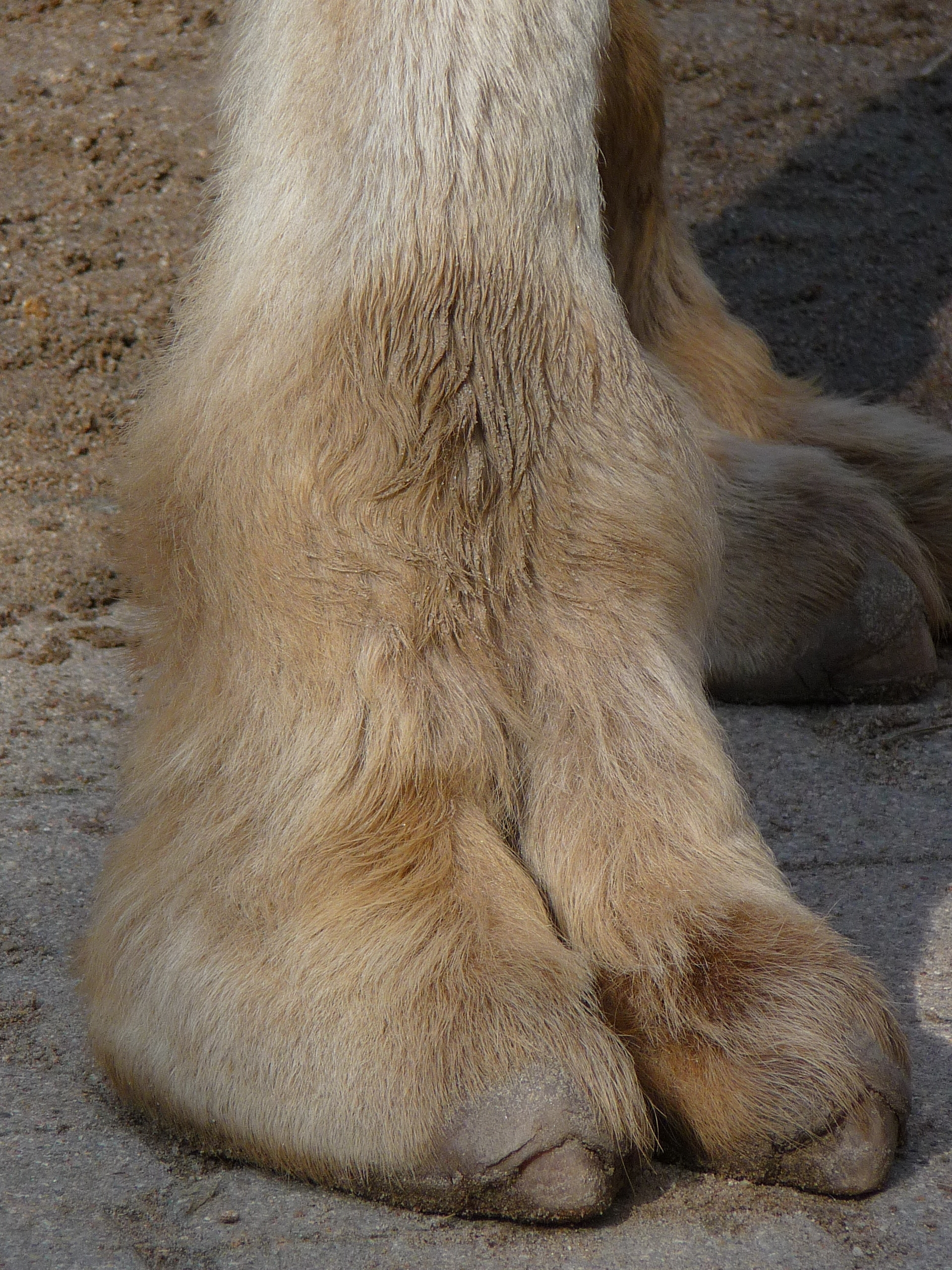
Vorderfuß eines Trampeltiers

Diese Tiere haben einen langen Hals, auf dem ein langgezogener Kopf sitzt. Die Oberlippe ist gespalten. Als Schutz vor der Witterung sind die Augen mit großen Lidern sowie mit langen Wimpern versehen und die Nüstern können verschlossen werden. Die Füße haben – wie bei allen Kamelen – zwei Zehen, die statt mit Hufen mit schwieligen Polstern versehen sind und mit einem kleinen Nagel mit gekrümmter Hornwand enden. Der Magen setzt sich – auch wie bei allen Kamelen – aus mehreren Kammern zusammen, was das Verdauen der Pflanzennahrung erleichtert.
Die Höcker dienen entgegen der landläufigen Meinung nicht als Wasser-, sondern als Fettspeicher. Darüber hinaus haben die Tiere einige Besonderheiten entwickelt, die ihnen das Überleben in unwirtlichen Regionen ermöglichen: Stark verlängerte Henlesche Schleifen in den Nieren sorgen für eine starke Konzentration des Urins, auch der Kot ist im Vergleich zu anderen Säugetieren verdickt. Eine Besonderheit sind die roten Blutkörperchen, die wie bei allen sechs Kamelarten nicht rund, sondern oval sind. Diese Form bewirkt, dass Kamele in kürzester Zeit ohne die Gefahr einer Wasserintoxikation (»Überwässerung« des Körpers) sehr viel Wasser aufnehmen können. Ihre Körpertemperatur ist variabler als die der meisten anderen Säugetiere und kann um 6 bis 8 °C schwanken, was die Gefahr der Überhitzung und die Transpiration deutlich vermindert.

## Verbreitung und Lebensraum

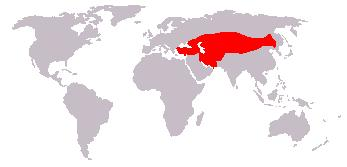
Heutiges Verbreitungsgebiet des Trampeltiers

Das ursprüngliche Verbreitungsgebiet der Trampeltiere erstreckte sich ungefähr vom mittleren Kasachstan über die südliche Mongolei und das nordwestliche China bis zum großen Bogen des Gelben Flusses. Im dritten vorchristlichen Jahrtausend setzte die Domestikation der Tiere ein, als Last- und Nutztiere sind sie heute in weiten Teilen Asiens verbreitet – die Gesamtpopulation wird auf 2,5 Millionen Exemplare geschätzt. Man trifft sie von Kleinasien bis in die Mandschurei an. Nördlich ist das Trampeltier bis Omsk in Westsibirien verbreitet, das etwa auf 55 Grad nördlicher Breite liegt.
Die freilebenden Bestände wurden durch Bejagung immer weiter zurückgedrängt. Im 19. Jahrhundert starben sie im Westen ihres Verbreitungsgebietes aus, seit den 1920er-Jahren gingen auch im Osten die Populationszahlen deutlich zurück. Im Jahr 2003 lebten laut Schätzung der IUCN nur rund 950 wildlebende Trampeltiere in drei getrennten Populationen: in der Taklamakan-Wüste und im Lop-Nor-Becken im chinesischen Xinjiang (zusammen rund 600 Tiere) sowie im mongolischen Teil der Wüste Gobi (rund 350 Tiere).
Trampeltiere sind an trockene Habitate angepasst. In den Wintermonaten halten sie sich bevorzugt entlang von Flüssen auf und wandern in den Sommermonaten in die Trockensteppen und Halbwüsten. Bemerkenswert sind dabei die Temperaturschwankungen in ihrem Lebensraum, die −30 °C bis +40 °C erreichen können.

## Lebensweise

### Sozialverhalten und Aktivitätszeiten
Trampeltiere sind tagaktiv und leben meistens in Haremsgruppen mit rund 15 Tieren. Diese setzen sich aus einem Männchen (Hengst), vielen Weibchen (Stuten) und dem dazugehörigen Nachwuchs (Fohlen) zusammen. Es gibt aber auch alleinlebende Exemplare. Die durchschnittliche Populationsdichte beträgt 5 Tiere pro 100 Quadratkilometer.

### Nahrung

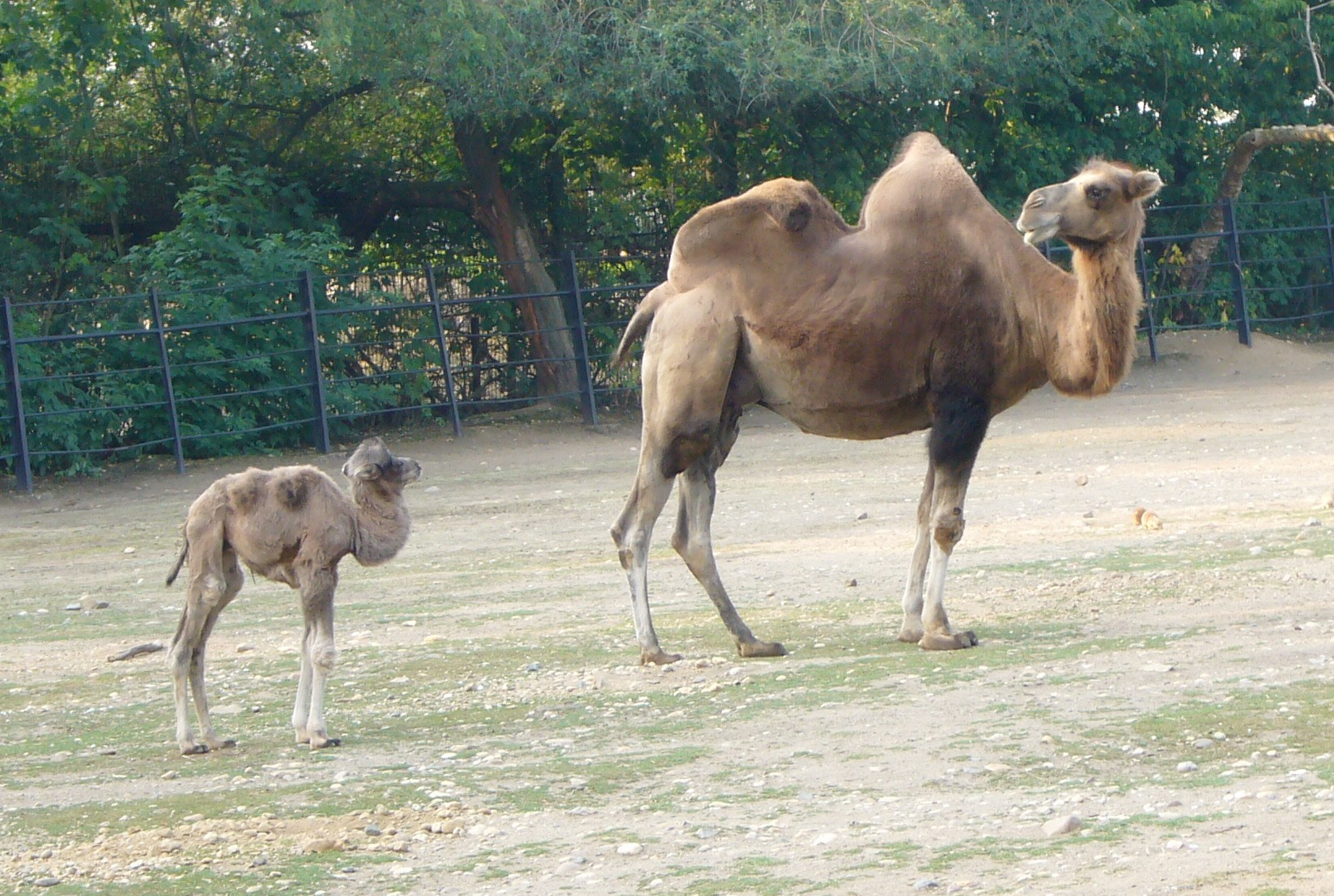
Alttier mit Jungem im Zoo Prag

Diese Tiere sind wie alle Kamele hauptsächlich Pflanzenfresser, die alle Arten von Pflanzen zu sich nehmen können – sogar dornige und salzige. Die Nahrung wird wenig zerkaut verschluckt und gelangt zunächst in den Vormagen, um nach dem Wiederkäuen endgültig verdaut zu werden. Dieser Vorgang ähnelt dem der Wiederkäuer (Ruminantia) – zu denen die Kamele zoologisch allerdings nicht gerechnet werden. Das Verdauungssystem der Kamele dürfte sich unabhängig davon entwickelt haben, was sich unter anderem darin zeigt, dass die Vormägen mit Drüsen versehen sind.
Trampeltiere können mehrere Tage ohne Wasser auskommen und im Bedarfsfall innerhalb von 10 Minuten 150 Liter Wasser aufnehmen. Die oben erwähnten Merkmale helfen ihnen dabei, äußerst sparsam mit dem Wasser hauszuhalten, darüber hinaus können sie auch brackiges oder salziges Wasser trinken.

### Fortpflanzung
Nach einer rund zwölf- bis vierzehnmonatigen Tragzeit bringt das Weibchen meist ein einzelnes Jungtier zur Welt, Zwillinge sind selten. Die meisten Geburten fallen in die Monate März und April. Neugeborene Trampeltiere sind Nestflüchter und können innerhalb weniger Stunden laufen. Die Jungtiere werden rund eineinhalb Jahre gesäugt; die Geschlechtsreife tritt mit rund drei bis fünf Jahren ein. Die Lebenserwartung wird auf bis zu 40 Jahre geschätzt.

## Mensch und Trampeltier

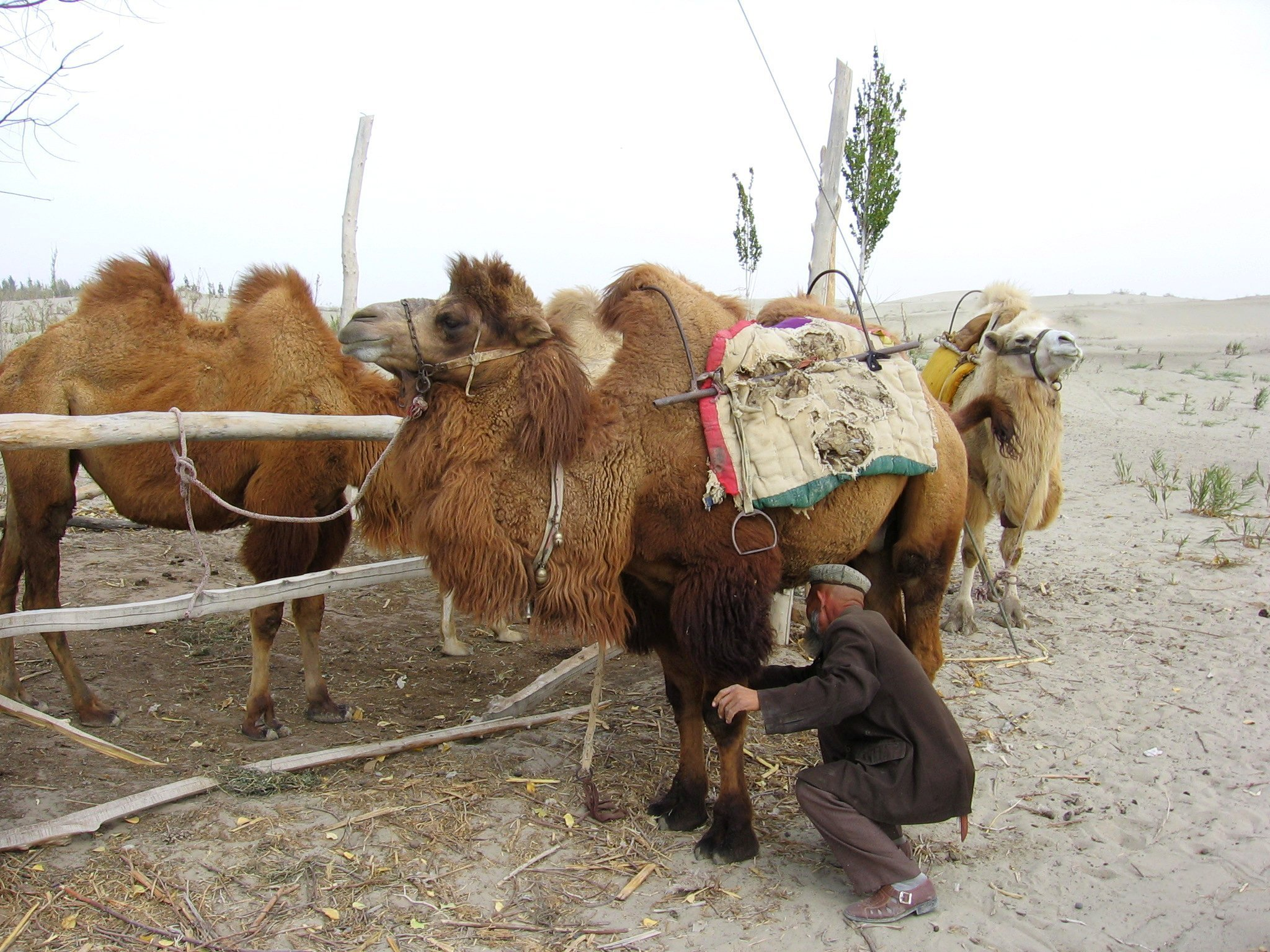
Trampeltiere in einem Dorf in China

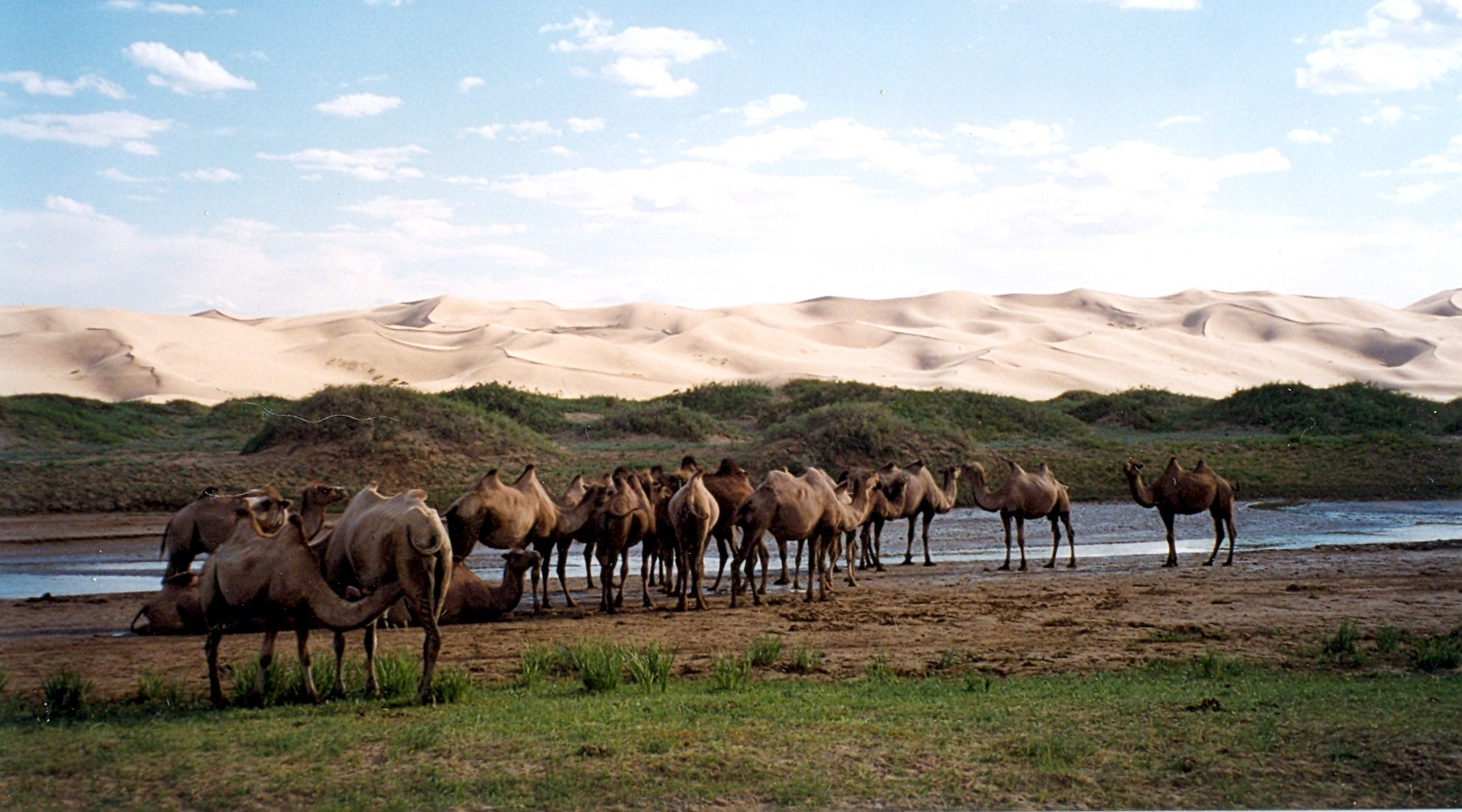
Trampeltiere in den Sanddünen von Khongoryn Els in dem im Norden der Gobi gelegenen Gobi-Gurvansaikhan-Nationalpark

### Domestikation
Trampeltiere wurden vermutlich im dritten vorchristlichen Jahrtausend (um 2500 vor Christus) erstmals in West-Turkestan und dem nördlichen Iran domestiziert, ursprünglich wohl als Lasttier. Berichte über ihre Ausdauer geben ein Gewicht von 170 bis 270 Kilogramm an, das pro Tag rund 47 Kilometer getragen werden kann. Aber auch die Produkte dieser Tiere werden verwendet, ihre Milch getrunken und ihr Fleisch gegessen, das Fett der Höcker wird zum Kochen benutzt und aus dem Fell werden Bekleidung oder Decken gefertigt.
Fast alle heute in Zoologischen Gärten gehaltenen Trampeltiere sind domestizierte Tiere.

### Die Entdeckung der freilebenden Tiere
Als erster westlicher Wissenschaftler traf der Russe Nikolai Prschewalski im Jahre 1876 am See Karakoshun im östlichen Teil des Tarimbeckens zwischen den Wüsten Taklamakan und Kuruktagh im chinesischen Autonomen Gebiet Xinjiang auf wilde Trampeltiere. Es gelang ihm, einige Tiere zu fangen und erstmals wissenschaftlich zu beschreiben. Sven Hedin fand 1901 in der gleichen Gegend am Kum-darja in der Nähe von Lop Nor ebenfalls freilebende Tiere. Im Jahr 1927 erforschte der russische Wissenschaftler A. D. Simukow die Verbreitung und Lebensweise dieser Tiere. Während Ende des 19. Jahrhunderts das Gebiet zwischen den Wüsten Taklamakan und Gobi noch durchgehend von Trampeltieren besiedelt war, kam es vor allem durch die Bejagung in den ersten Jahrzehnten des 20. Jahrhunderts zur Zersplitterung des Siedlungsgebietes in die heutigen Bereiche.

### Schutz
Nach offiziellen Schätzungen aus dem Jahr 2001 leben in China etwa 600 dieser Tiere und in der mongolischen Wüste Gobi, in der das Schutzgebiet Southern Altay Gobi Nature Reserve (= Great Gobi Reserve A) besteht, weitere 350 Salzwasserkamele. In Gefangenschaft werden – soweit bekannt – in China und der Mongolei 15 wilde Trampeltiere gehalten.
In der Roten Liste gefährdeter Arten der IUCN werden die wilden Trampeltiere seit 2002 als vom Aussterben bedroht (critically endangered) bezeichnet. Man rechnet mit einem Rückgang der Population in der Mongolei und entsprechend auch in China bis zum Jahr 2033 (in der dritten Generation nach dem Jahr 1985) um 84 %. Die mongolische Subpopulation hat sich in den Jahren 1984 bis 2006 von 650 Tieren auf 350 Tiere verringert, der chinesische Bestand schrumpfte in den Jahren vor 2006 jährlich um etwa 20 Tiere, die durch Jäger oder Bergarbeiter getötet wurden.
In den Jahren 1980–1981 bereiste die Forschungsgruppe der Chinesischen Akademie der Wissenschaften unter der Leitung von Xia Xuncheng die Wüste Lop Nor und erstellte eine Karte über das Verbreitungsgebiet der Salzwasserkamele. John Hare überprüfte den Bestand der Salzwasserkamele zunächst im Jahr 1992 in der Gashun Gobi Wüste und später in den Jahren 1995–1999 in der Lop Nor Wüste.

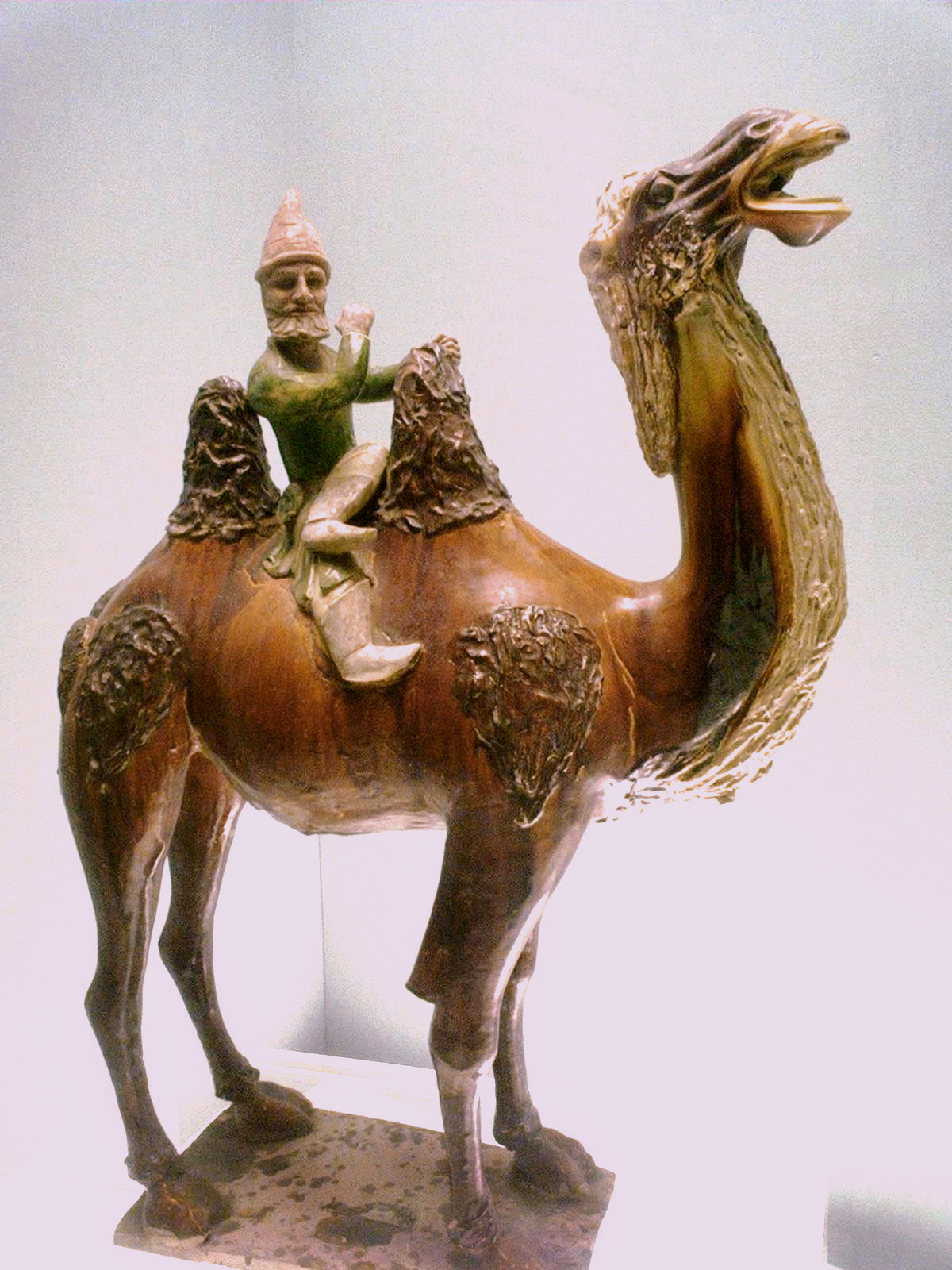
Mann aus dem Westen auf dem Rücken eines Kamels (Keramik, China, Tang-Zeit)

1997 wurde er einer der Gründer der Wild Camel Protection Foundation (Stiftung zum Schutz der Wildkamele). Die Wild Camel Protection Foundation setzt sich für den Schutz der letzten lebenden wilden Trampeltiere ein. Sie plante deshalb gemeinsam mit der chinesischen Regierung ein großflächiges Schutzgebiet für diese Tiere, das finanziell von dem Umweltprogramm der Vereinten Nationen United Nations Environment Programme (UNEP) unterstützt wird.
Am 18. März 1999 wurde dieses Schutzgebiet von der Chinese State Environment Protection Administration of China (SEPA) mit dem Namen Xinjiang Lop Nur Nature Sanctuary of China (= Xinjiang Lop Nur Wild Camel Nature Reserve) errichtet. Es hat die Größe von 107.768 km² und umschließt sowohl das Seebecken Lop Nor als auch das chinesische Kernwaffentestgelände Lop Nor. Seine Grenzen berühren drei weitere Schutzgebiete: Arjin Shan Reserve (15.000 km²), Annanba Protected Area (3.960 km²) und Wanyaodong (333 km²). Andere Quellen sprechen vom Arjin Shan Lop Nur Nature Reserve in der Größe von 65.000 km².
2001 wurden von den 15 Straßenzufahrten in das Schutzgebiet nur fünf durch Kontrollpunkte überwacht. Die Einrichtung dieses Naturschutzgebietes zur Erhaltung der Artenvielfalt, des Ökosystems und der von Yardangs geprägten Landschaft im Lop Nor wurde am 6. November 1998 als Projekt 600 von der Globalen Umweltfazilität (= Global Environment Facility = GEF) bis 2001 mit einem Zuschuss von $750.000 gefördert. Der deutsche Anteil an diesem Zuschuss beträgt 12 % (= $90.000). Das Autonome Gebiet Xinjiang der Uiguren übernimmt die laufenden Kosten für das Schutzgebiet einschließlich Benzin- und Personalkosten.
Eine Gefahr für dieses Schutzgebiet geht von den Arbeitern aus, die bei der industriellen Ausbeutung der Bodenschätze im Seebecken des Lop Nor beschäftigt sind, da die geschützten Salzwasserkamele traditionell als Sport oder als Frischfleischlieferanten bejagt werden, obgleich ihre Bejagung in China strengstens verboten ist. Eine Gaspipeline, die in West-Ost-Richtung unterirdisch durch das Schutzgebiet geführt werden sollte, wurde schließlich außerhalb des Schutzgebietes gebaut. 2017 waren bereits 132 Minen geschlossen worden, 15 weitere Gruben bzw. Bergwerke werden nach Ablauf ihrer Lizenz geschlossen werden.

## Systematik und Benennung

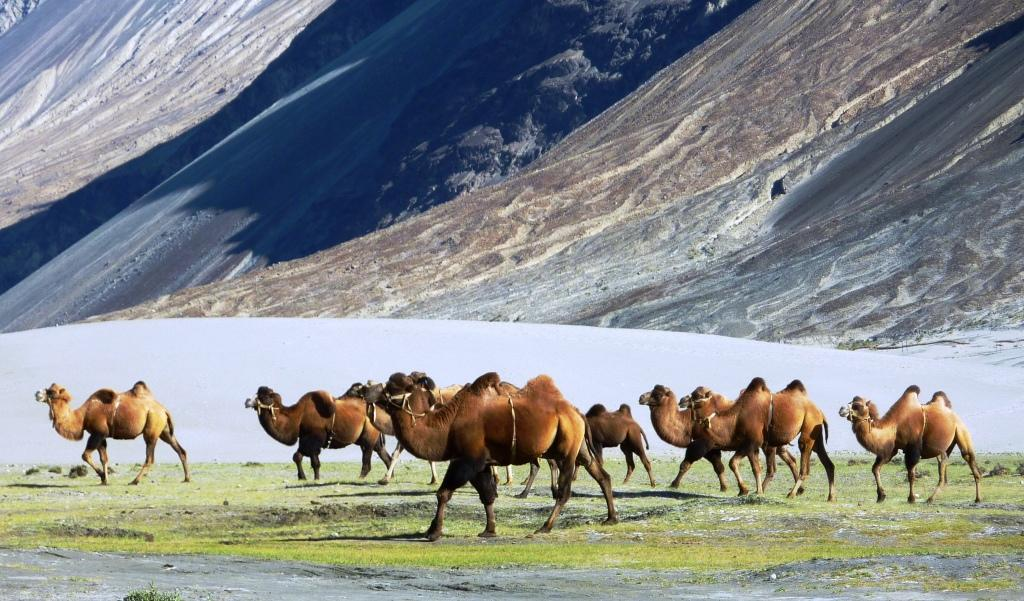
Trampeltiere im Nubra-Tal, im äußersten Norden Indiens

Das Trampeltier bildet zusammen mit dem einhöckrigen Dromedar die Gattung der Altweltkamele (Camelus), die zusammen mit den amerikanischen Lamas und Vikunjas die Familie der Kamele (Camelidae) bilden. Da Trampeltiere und Dromedare kreuzbar sind und Nachkommen (Kamelhybriden) zur Welt bringen können, welche sogar teilweise fruchtbar sind, werden sie manchmal als gemeinsame Art zusammengefasst – aufgrund der morphologischen Unterschiede werden sie in den meisten Systematiken jedoch als getrennte Arten geführt.
Die Erstbeschreibung des Trampeltiers erfolgte durch Carl von Linné im Jahr 1758 unter dem wissenschaftlichen Namen Camelus bactrianus, und zwar anhand domestizierter Tiere. Nikolai Prschewalski benannte die von ihm entdeckten freilebenden Tiere als neue Art 1878 unter dem Namen Camelus ferus. Heute werden domestizierte und freilebende Populationen teilweise als eine Art betrachtet, der wissenschaftliche Name der Wildform lautet dann Camelus bactrianus ferus.
Aufgrund von Unterschieden im Körperbau und ihrer besseren Verwertung salzigen Wassers stellen die wildlebenden Tiere nach Meinung mancher Forscher eine eigene Art oder Unterart dar, die als Salzwasserkamel (Camelus bactrianus ferus) bezeichnet wird. Es handelt sich jedoch eindeutig um eine seit längerer Zeit separierte Population der allerdings stark bedrohten Tiere. Genetische Untersuchungen ergaben, dass sich die Gene der freilebenden Tiere um 2,8 % von den Genen der domestizierten Tiere unterscheiden (Zum Vergleich: Die Differenz zwischen den Genen der Menschen und der Schimpansen beträgt weniger als 2 %).
Der Begriff Trampeltier ist auf das mittelhochdeutsche tromedar bzw. drome(n)dār zurückzuführen. Dieses Wort leitet sich aus dem altfranzösischen dromedaire ab, das auf dem spätlateinischen dromedarius basiert. Das lateinische Wort dromas (camelus) ist seit dem 13. Jahrhundert belegt. Es stammt aus dem griechischen dromás (δρομάς) „schnell laufend“, substantiviert „Kamel“, eigentlich „Läufer, Lauftier“. Frühe Eindeutschungsversuche aus dem 15. Jahrhundert lauten drummeldar, dromeltier, trummeltier oder trumeltier und fallen mit dem Begriff „Trampeltier“ (für plumpe, schwerfällige Menschen) im 16. Jahrhundert zusammen. Im Deutsch des 18. Jahrhunderts wird unterschiedlich versucht, in der Namensgebung das einhöckrige Kamel vom zweihöckrigen zu unterscheiden, woraufhin Philipp Andreas Nemnich 1793 für das zweihöckrige Kamel Trampeltier vorschlägt.